# Phòng trưng bày Quốc gia Hungary
Phòng trưng bày Quốc gia Hungary (tiếng Hungary: Magyar Nemzeti Galéria, thành lập vào năm 1957) là bảo tàng nghệ thuật quốc gia. Phòng trưng bày này là một phần của lâu đài Buda ở Budapest, Hungary. Nơi đây trưng bày các bộ sưu tập rất phong phú về tất cả các hình nghệ thuật ở Hungary. Những tác giả của các bộ sưu tập cũng đến từ nhiều nơi trên thế giới.

## Triển lãm

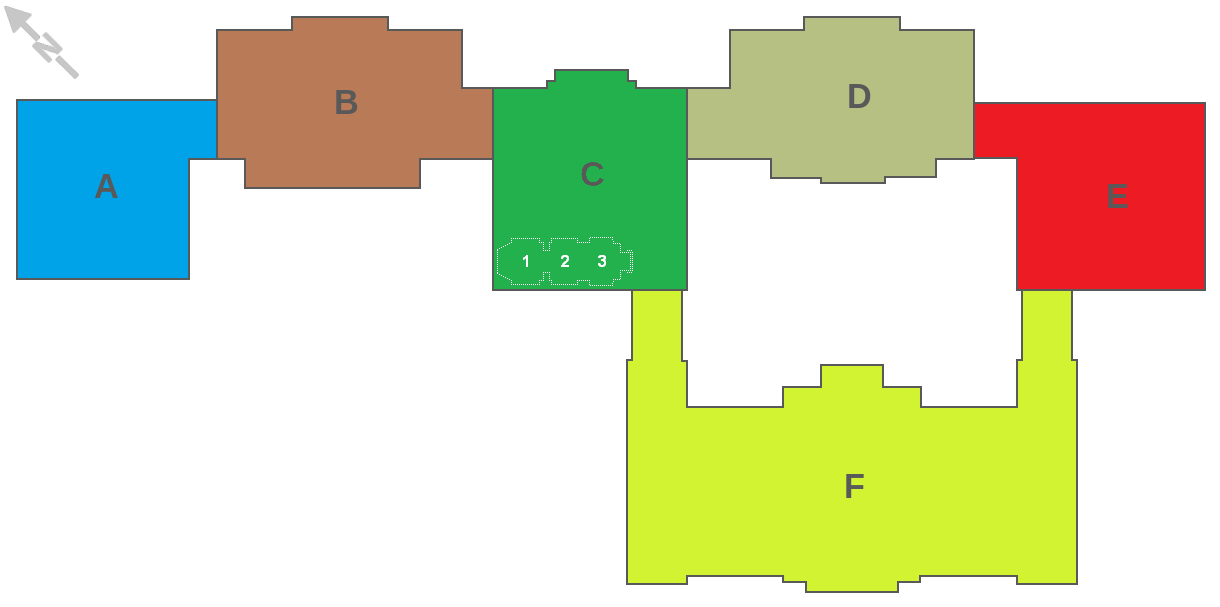
Mặt bằng lâu đài Buda: tòa nhà A, B, C, D - Phòng trưng bày quốc gia Hungary, tòa nhà E - Bảo tàng lịch sử Budapest, tòa nhà F - Thư viện quốc gia Széchényi.

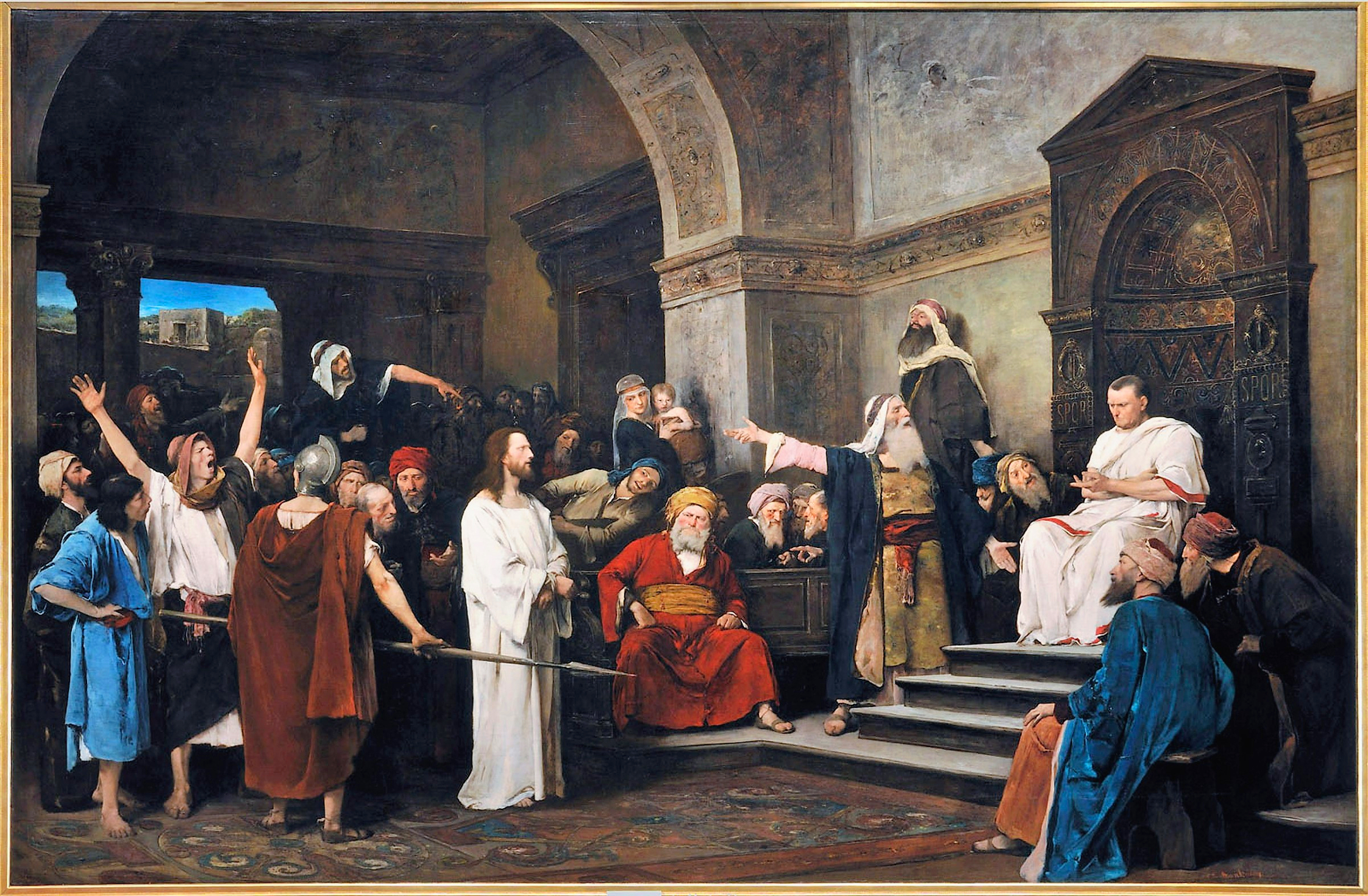
Chúa Kitô đứng trước Philatô, Mihály Munkácsy, 1881

Các tác phẩm nghệ thuật tại phòng trưng bày mang đậm dấu ấn lịch sử từ thời Trung cổ, Phục hưng, Gothic và Baroque Hungary. Tác phẩm nổi bật là các bàn thờ bằng gỗ trong thế kỷ 15.
Một số tác phẩm đặc sắc của các nhà điêu khắc Hungary như Károly Alexy, Maurice Ascalon, Miklós Borsos, Gyula Donáth, János Fadrusz, Béni Ferenczy, István Ferenczy và Miklós Izsó xuất hiện tại đây đã khẳng định giá trị nghệ thuật của phòng trưng bày. Bên cạnh đó còn có các bức tranh và ảnh của các nghệ sĩ nổi tiếng của Hungary như Brassai và Ervin Marton. Các nghệ sĩ như Mihály Munkácsy và László Paál cũng đóng góp một phần rất quan trọng làm nên sự phong phú của bộ sưu tập. Ngoài những tác phẩm nổi bật kể trên bảo tàng cũng lưu giữ các bức tranh của Henrik Weber, Károly Markó, József Borsos, Miklós Barabás, Bertalan Széranty, Károly Lotz, Pál Szinyei Merse, István Csók, Béla Iványi-Grünwald, József Rippl-Rónai và Károly Ferenczy.

## Tranh cãi
Năm 2008, với lí do về hồ sơ triển lãm và bộ sưu tập, Giám đốc Bảo tàng Mỹ thuật, László Baán cho rằng việc sát nhập bảo tàng của mình với Phòng trưng bày Quốc gia là việc cấp thiết cần phải tiến hành. Hai bảo tàng này cùng với Bảo tàng Nghệ thuật Đương đại Ludwig đều chuyên về mỹ thuật thế kỷ 20 và mỹ thuật đương đại, đều trưng bày các tác phẩm phần lớn đến từ các nghệ sĩ Hungary sống tại nước ngoài. Sau đó László Baán đã đề xuất chính phủ chi trả 18 triệu euro cho việc xây dựng Bảo tàng Mỹ thuật dưới lòng đất. Nếu thành công nơi đây sẽ có các bộ sưu tập nghệ thuật trải khắp thành phố. Tuy nhiên đề xuất của ông bị từ chối vào tháng 2 năm 2011. Ngay sau đó Baán tiếp tục đưa ra một kế hoạch thay thế rằng muốn xây dựng hai tòa nhà mới với chi phí 150 triệu euro. Công trình mà ông đưa ra là tòa nhà trưng bày nghệ thuật đương đại châu Âu và nhiếp ảnh Hungary khác và ông ví nó như một "hòn đảo bảo tàng đặc biệt" sẽ nâng cao vị thế cho Bảo tàng Mỹ thuật và Phòng trưng bày Nghệ thuật Budapest (Műcsarnok) bằng cách kết hợp hoàn toàn hai bộ sưu tập vào năm 2017.
Tháng 9 năm 2011, trước những biến chuyển tích cực trong lĩnh vực nghệ thuật của đất nước, Bộ trưởng Ngoại giao Văn hóa Géza Szőcs chính thức công bố kế hoạch xây dựng công trình kiến trúc mới dọc theo đại lộ Andrássy út gần Công viên Thành phố và đặc biệt gần Bảo tàng Mỹ thuật Budapest và Phòng trưng bày Nghệ thuật Budapest (Műcsarnok). Tòa nhà này sẽ chứa toàn bộ các bộ sưu tập của Phòng trưng bày Quốc gia Hungary hiện tại. Với quy mô hoành tráng của công trình và theo như kế hoạch, công trình sẽ cần sử dụng toàn bộ đại lộ và lấy tên là Khu phố Bảo tàng Budapest hoặc Khu phố Andrássy.
Tuy vậy một bản kế hoạch hoàn hảo đã được Bộ Văn hóa công bố nhưng vẫn vấp phải rào cản nhất định. Đầu tháng 12 năm 2011, giám đốc Phòng trưng bày Quốc gia từ năm 2010 - ông Ferenc Csák vướng phải những chỉ trích về đề xuất sáp nhập phòng trưng bày với Bảo tàng Mỹ thuật. Ông bị cho là phản dân chủ và thiển cận. Trước những sức ép đó, ông Ferenc Csák đã thông báo rằng sẽ từ chức vào cuối năm 2011. Kể từ ngày 5 tháng 3 năm 2012, Chức giám đốc của phòng trưng bày vẫn chưa được bổ nhiệm và Phòng trưng bày Quốc gia do Phó Tổng giám đốc György Szűcs phụ trách.